# Heuliez GX 187
L'Heuliez GX 187 est un autobus articulé urbain fabriqué et commercialisé par le constructeur français Heuliez Bus de 1984 à 1996. Les versions midibus et standard seront également disponibles, nommées GX 77H et GX 107.
Il sera lancé avec un moteur Renault Diesel, ne respectant aucune norme européenne de pollution, qui n'existaient pas avant octobre 1990. Durant cette année, Renault Trucks, fabriquant et fournisseur de moteurs, devra modifier la motorisation du véhicule pour le rendre réglementaire au regard de la norme Euro 0 ; cette motorisation sera améliorée au fil des années jusqu'à la norme Euro 1.
Le GX 187 remplace l'Heuliez O 305 G et sera remplacé par l'Heuliez GX 417.

## Historique
Il sera commercialisé entre 1984 et 1996. Il succède à l'Heuliez O 305 G et sera remplacé par le GX 417. 534 unités seront fabriqués.
- 1984 : lancement du modèle.
- 1996 : arrêt définitif du modèle.
- En 2020 un seul véhicule de la TAN est encore en service. Il est aujourd'hui réformé.

### Résumé du GX 187
| Générations                  | Production      | Dérivés de chez Heuliez Bus | Modèles similaires                       |
| ---------------------------- | --------------- | --------------------------- | ---------------------------------------- |
| Heuliez GX 187 (1984 - 1996) | 534 exemplaires | GX 77H ; GX 107 ; GX 237    | Renault PR 180.2 ; Mercedes-Benz O 405 G |

## Générations

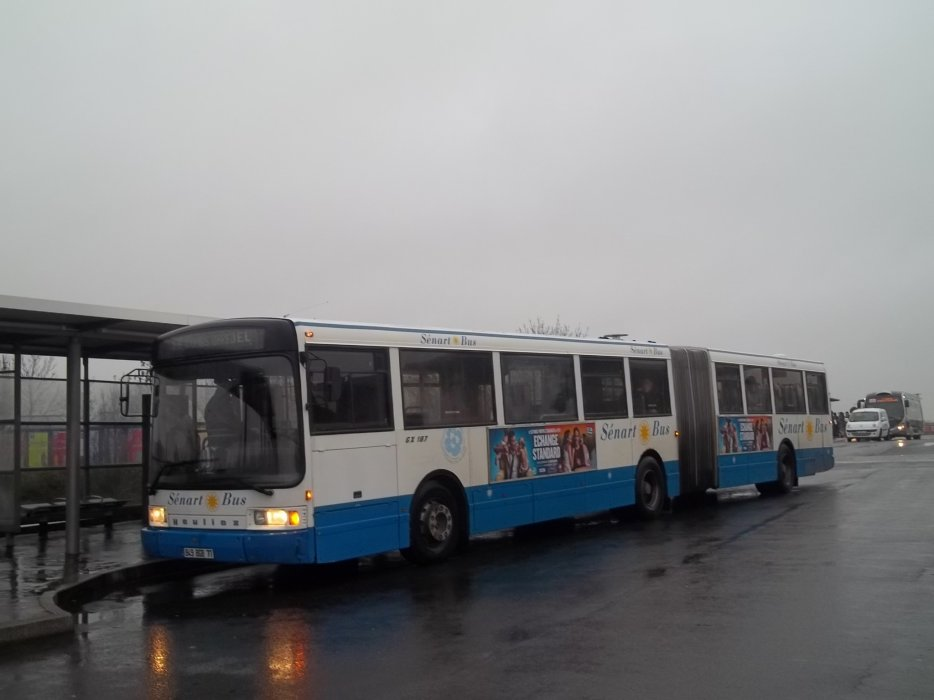

Le GX 187 a été produit avec 3 générations de moteurs Diesel : 
- Aucune norme antipollution : construit de 1984 à 1990.
- Euro 0 : construit de 1990 à 1993.
- Euro 1 : construit de 1993 à 1996.

## Les différentes versions
Les modifications sont identiques au GX 107.

### Première génération
Fabriqué de 1984 à 1988.
- les bords du pare-brise avant sont en équerre ;

### Deuxième génération
Fabriqué de 1988 à 1996.
- les bords du pare-brise avant sont arrondis ;
- les feux arrière sont redessinés légèrement ;
- les bouches d'aérations sous la baie arrière sont supprimées et placée sur le côté droit, juste après la dernière vitre.

## Caractéristiques

### Dimensions

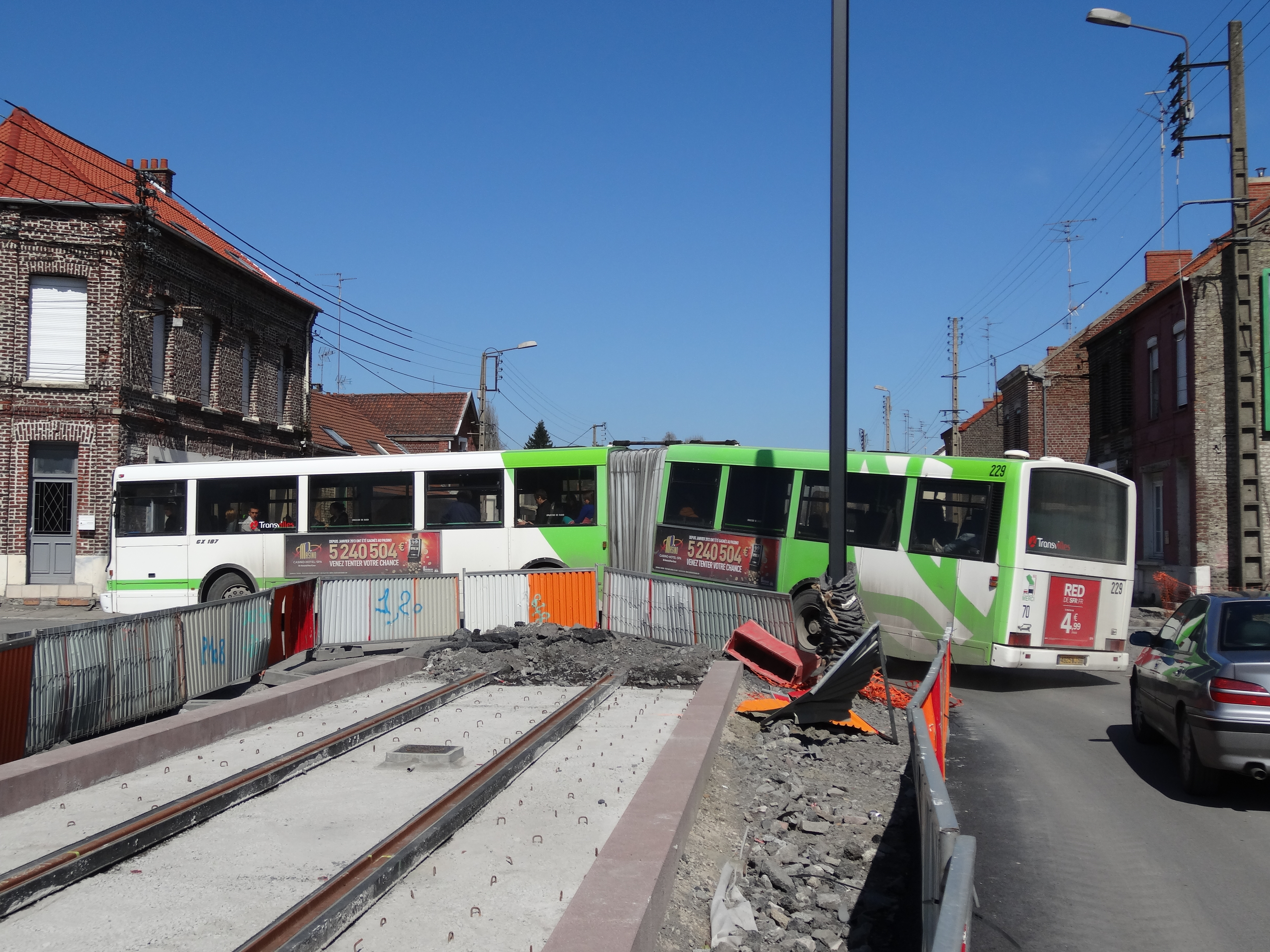

|                                           | Heuliez GX 187,                             |
| ----------------------------------------- | ------------------------------------------- |
| Longueur                                  | 17 884 mm                                   |
| Largeur (sans rétroviseurs)               | 2 500 mm                                    |
| Hauteur (sans climatisation)              | 2 960 mm                                    |
| Empattement : tracteur + remorque = total | 5 600 mm + 6 270 mm = 11 870 mm             |
| Porte-à-faux                              | AV : 2 690 mm ; AR : 3 300 mm               |
| Rayon de braquage                         | 12 000 mm                                   |
| Angle d’attaque / Fuite                   |                                             |
| Masse à vide                              | 15 000 kg (variable selon les aménagements) |
| P.T.A.C.                                  | 26 500 kg                                   |
| Capacité : assis + debout = maxi*         | 38 + 132 = 170                              |
| Portes                                    | 3 pliantes doubles                          |
| Hauteur du plancher                       | 680 mm                                      |
| Réservoir à combustible                   | Diesel : 2 X 360 l = 720 l                  |

* = variable selon l'aménagement intérieur.

### Motorisations

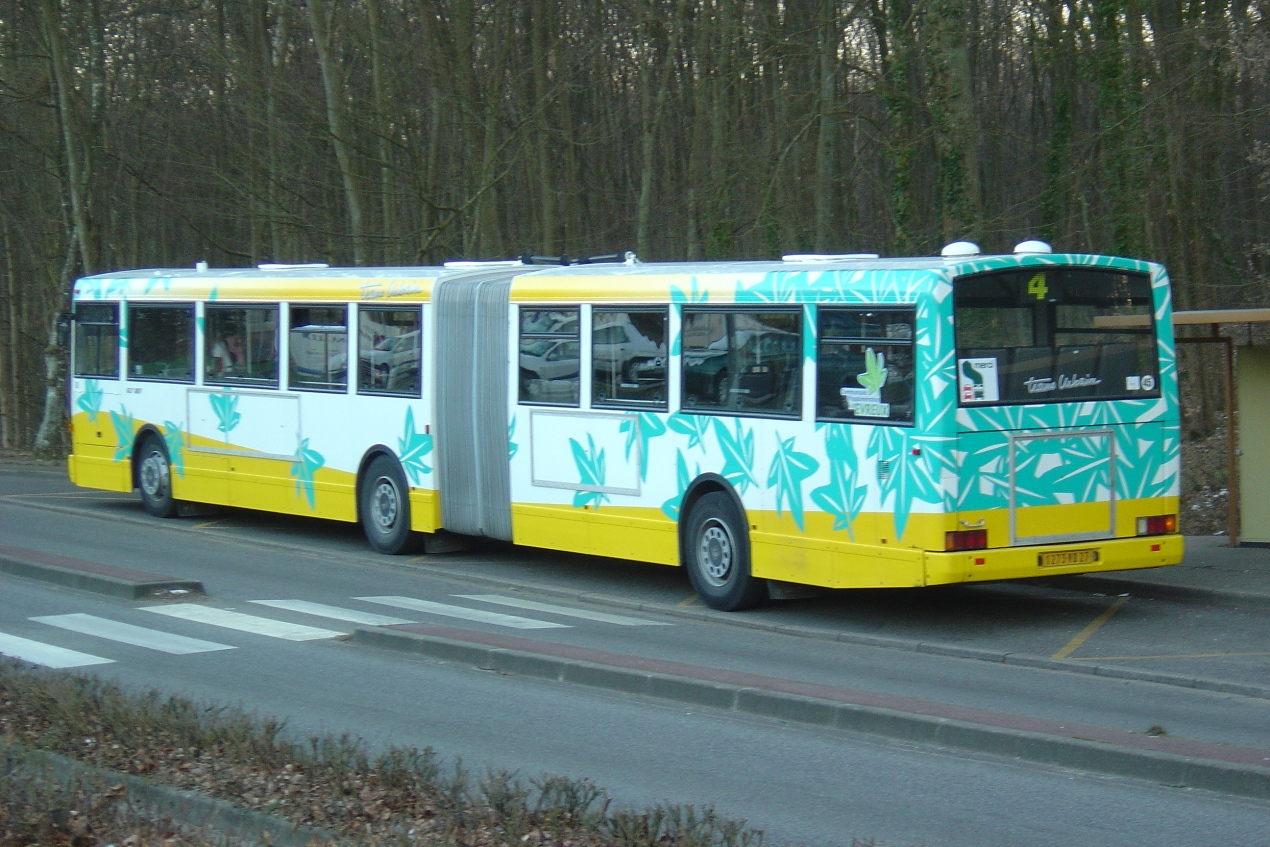

Le GX 187 a eu une motorisation diesel modifiée au fil des années de sa production en fonction des différentes normes européennes de pollution :
- le Renault MIPS 06.20.45 suralimenté (Aucune norme à Euro 1) de six cylindres en ligne, de 9,8 litres de cylindrée, avec turbocompresseur, développant 240 ch ou en option 253 ch.

Il pouvait être équipé de différentes boites de vitesses automatiques. Soit de la marque ZF de type 4HP 500 à 4 rapports, soit de la marque Voith.
| Modèle         | Construction                                    | Moteur + Nom                               | Norme Euro                 | Cylindrée         | Performance                  | Couple               | Vitesse maxi | Consommation + CO2    |
| GX 187 (ZF)    | 1984 - 10/1990 10/1990 - 10/1993 10/1993 - 1996 | 6 cylindres en ligne Renault MIPS 06.20.45 | Aucune norme Euro 0 Euro 1 | 9 834 cm3 (9,8 L) | 176 kW (240 ch) à ... tr/min | ... N m à ... tr/min | 85 km/h      | ... l/100 km ... g/km |
| GX 187 (Voith) | 1984 - 10/1990 10/1990 - 10/1993 10/1993 - 1996 | 6 cylindres en ligne Renault MIPS 06.20.45 | Aucune norme Euro 0 Euro 1 | 9 834 cm3 (9,8 L) | 176 kW (240 ch)              |                      | 85 km/h      |                       |
| GX 187 (Voith) | 1984 - 10/1990 10/1990 - 10/1993 10/1993 - 1996 | 6 cylindres en ligne Renault MIPS 06.20.45 | Aucune norme Euro 0 Euro 1 | 9 834 cm3 (9,8 L) | 186 kW (253 ch)              |                      | 85 km/h      |                       |

### Châssis et carrosserie

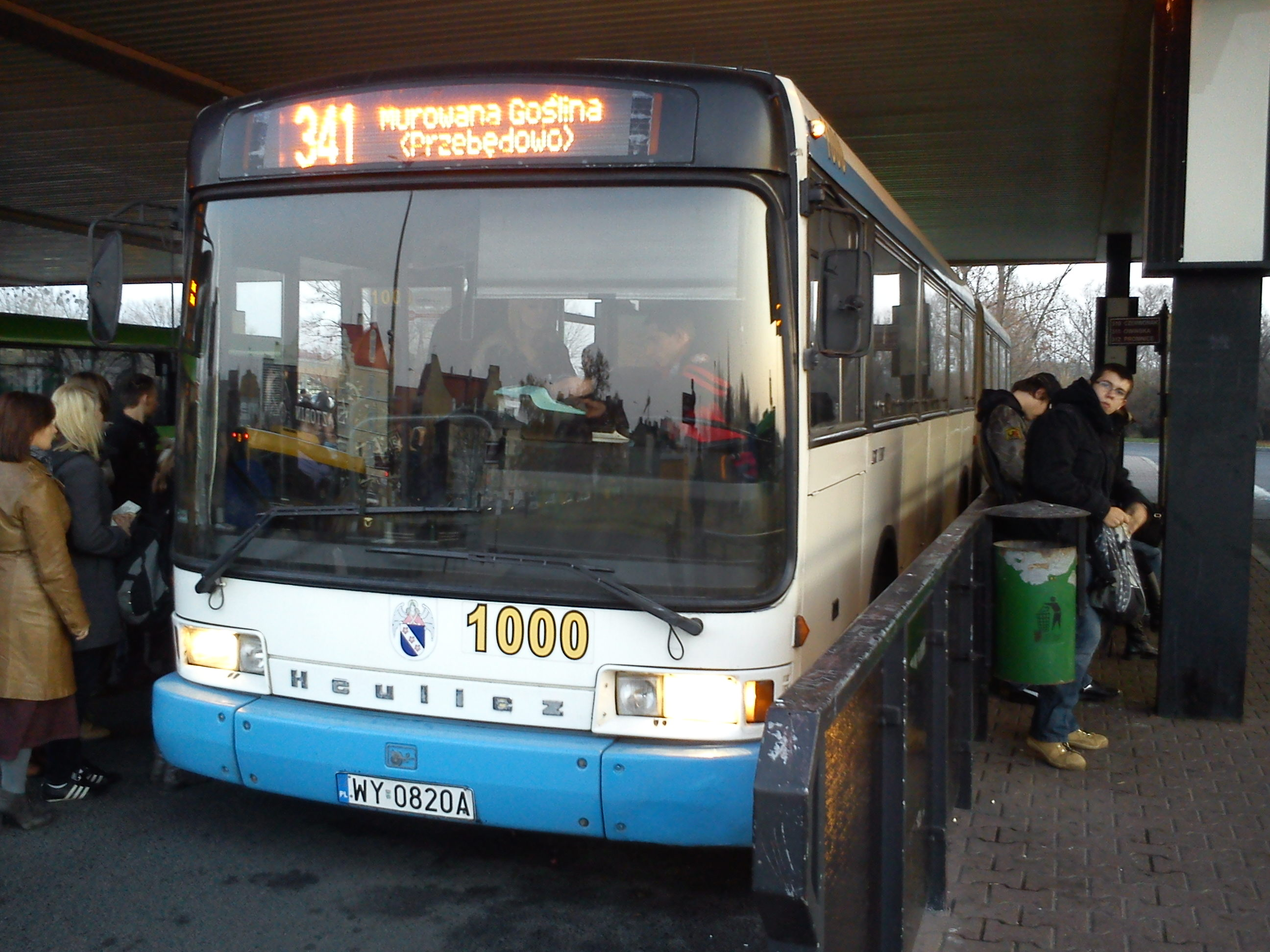

Il est construit sur le châssis du Renault PR 180.

### Options et accessoires
- Aménagements intérieurs, il est disponible en 12 implantations différentes de sièges.
- Augmentation de la puissance à 253 chevaux au lieu de 240 chevaux.

## Sauvegarde
Cinq GX 187 sont déjà sauvegardés :
- deux de l'association de sauvegarde des transports Dijonnais : le 385 ex-STRD Dijon de 1987, depuis 2011 et le 808 ex-TAN de Nantes de 1992, depuis 2017 ;
- un de Laval : le 87 de 1988, depuis 2013 ;
- un de Grenoble : le 547 de 1994, depuis 2012 ;
- un de Nantes : le 807 de 1992, depuis 2017.